# Pointe Zumstein
Pour les articles homonymes, voir Zumstein (homonymie).
La pointe Zumstein est un sommet du massif des Alpes valaisannes, et précisément dans le mont Rose, à 4 562 ou 4 563 m d'altitude, à la frontière entre la Suisse (canton du Valais) et l'Italie (Piémont).